# Matanuska (crater)
Matanuska este un crater de impact pe planeta minoră 253 Mathilde. Are 2,9 km în diametru. Este numit după un câmp de cărbune din valea Matanuska-Susitna din Alaska; numele a fost aprobat de Uniunea Astronomică Internațională în 2000.